# Rodenbourg (Luksemburg)
Rodenbourg (lb. Roudemer, niem. Rodenburg) – wieś (Uertschaft) w środkowym Luksemburgu, w kantonie Grevenmacher, w gminie Junglinster. Do 3 października 2015 miejscowość leżała w dystrykcie Grevenmacher. Liczy 204 mieszkańców (1 stycznia 2023). Do 31 grudnia 1978 samodzielna gmina.